# Lički Osik
Lički Osik är en ort i Kroatien.   Den ligger i länet Lika, i den centrala delen av landet, 140 km söder om huvudstaden Zagreb. Lički Osik ligger 575 meter över havet och antalet invånare är 1 772.
Terrängen runt Lički Osik är platt åt sydväst, men åt nordost är den kuperad. Runt Lički Osik är det mycket glesbefolkat, med 2 invånare per kvadratkilometer. Närmaste större samhälle är Gospić, 7,5 km sydväst om Lički Osik. Omgivningarna runt Lički Osik är en mosaik av jordbruksmark och naturlig växtlighet.